# Astragalus acetabolusa
Astragalus acetabolusa es una  especie de planta herbácea perteneciente a la familia de las leguminosas. Es originaria de Asia
Es una planta herbácea perennifolia, originaria de Asia, distribuyéndose por Irán e Irak.

## Taxonomía
Astragalus acetabolusa fue descrita por (C.C.Towns.) Podlech y publicado en Kew Bulletin 25(3): 458–460, f. 6. 1971.
Etimología
Astragalus: nombre genérico derivado del griego clásico άστράγαλος y luego del Latín astrăgălus aplicado ya en la antigüedad, entre otras cosas, a algunas plantas de la familia Fabaceae, debido a la forma cúbica de sus semillas parecidas a un hueso del pie.
acetabolusa: epíteto latino que significa "con forma de copa".
Sinonimia
- Astragalus acetabulosus C.C.Towns.
- Astracantha acetabulosa (C.C.Towns.) Podlech